# Luigina Perversi
Luigina Perversi (ur. 3 lutego 1914 w Pawii, zm. 26 października 1983) – włoska gimnastyczka, srebrna medalistka letnich igrzysk olimpijskich w 1928.
W 1928 została wraz z Biancą Ambrosetti, Lavinią Gianoni, Luiginą Giavotti, Virginią Giorgi, Germaną Malabarba, Carlą Marangonii, Dianą Pizzavini, Luisą Tanzini, Caroliną Tronconi, Ines Vercesi i Ritą Vittadini srebrną medalistką w wieloboju drużynowym w gimnastyce na IX Letnich Igrzyskach Olimpijskich w Amsterdamie (były pierwszymi włoskimi medalistkami olimpijskimi).